# Olympische Sommerspiele 2004/Teilnehmer (Burundi)
| Gelbes Symbol für Goldmedaillen mit stilisierten Olympischen Ringen | Graues Symbol für Silbermedaillen mit stilisierten Olympischen Ringen | Braundes Symbol für Bronzemedaillen mit stilisierten Olympischen Ringen |
| ------------------------------------------------------------------- | --------------------------------------------------------------------- | ----------------------------------------------------------------------- |
| —                                                                   | —                                                                     | —                                                                       |

Burundi nahm an den Olympischen Sommerspielen 2004 in der griechischen Hauptstadt Athen mit acht Sportlern, drei Frauen und fünf Männern, teil.

## Teilnehmer nach Sportarten

### Leichtathletik
- Jean-Patrick Nduwimana
800 Meter Männer: Halbfinale

- Arthémon Hatungimana
800 Meter Männer: Vorläufe

- Francine Niyonizigiye
5000 Meter Frauen: Vorläufe

- Joachim Nshimirimana
Marathon Männer: 32. Platz

- Jean-Paul Gahimbaré
Marathon Männer: DNF

### Schwimmen
- Emery Nziyunvira
100 Meter Freistil Männer: Vorläufe

- Larissa Inangorore
100 Meter Freistil Frauen: Vorläufe